# Cryoshell (album)
Cryoshell è il primo album in studio del gruppo alternative rock danese Cryoshell; l'album contiene i singoli Creeping in My Soul e Bye Bye Babylon.
L'album è stato pubblicato in Danimarca il 7 giugno 2010, mentre nel resto del mondo è uscito pubblicato il 9 febbraio 2011 sotto forma di download digitale.

## Tracce
1. Creeping in My Soul – 3:55
2. Bye Bye Babylon – 4:37
3. Trigger – 3:52
4. Feed – 4:19
5. Closer To The Truth – 4:02
6. Falling – 4:15
7. The Room – 4:04
8. Come To My Heaven – 3:53
9. Murky – 3:56
10. No More Words – 3:42

## Pubblicazione
| Paese     | Data              | Formato              |
| --------- | ----------------- | -------------------- |
| Danimarca | 7 giugno 2010     | CD;download digitale |
| Giappone  | 9 febbraio 2011   | CD;download digitale |
| Mondo     | 9 febbraio 2011   | Download digitale    |
| Germania  | 16 settembre 2011 | CD                   |